# Roompot (recreatiebedrijf)
Roompot is een keten van vakantieparken in Nederland, België, Duitsland, Frankrijk en Spanje. Het was oorspronkelijk een Zeeuws bedrijf, maar werd in juni 2020 eigendom van de investeringsmaatschappij KKR. KKR nam Roompot over van PAI Partners, dat Roompot in 2016 voor een bedrag van 503 miljoen euro kocht van Gilde Buy Out Partners en BNP Paribas Fortis Private Equity. Tot begin 2020 was Roompot bekend als Roompot Vakanties. Eind mei 2024 werd bekend dat de naam Roompot gaat verdwijnen, alle parken gaan verder onder de naam Landal. Hierbij komt er ook een eind aan het Roompot-hoofdkantoor in Zeeland (Goes), de meeste afdelingen verhuizen naar het bestaande hoofdkantoor van Landal in Amsterdam.

## Geschiedenis
Het bedrijf werd opgericht in 1965 en groeide in de loop van de tijd uit van een eenvoudige camping in Kamperland (Zeeland, Nederland) tot nationaal marktleider en een van Europa's grootste aanbieders van vakantiewoningen. Het dankt zijn naam aan De Roompot, een vaargeul in de Oosterschelde aan de noordzijde van Noord-Beveland, waar de camping en vandaag vakantiepark Roompot Beach Resort is gelegen. Roompot Beach Resort heeft aan de vaargeul ook een jachthaven.
Een bekende en gekende naam in de geschiedenis is die van Henk van Koeveringe die in de jaren 1970 de camping "Roompot" van zijn schoonouders overnam. Onder zijn bewind groeide het bedrijf uit tot een groep van vakantieparken. Van Koeveringe verkocht een groot deel van zijn aandelen aan private-equityfirma Gilde Buy Out Partners in 2012.
In 2024 is Roompot gefuseerd met Landal Greenparks. Het bedrijf is daarbij hernoemd naar "Landal".

## Aanbod
Met de acquisitie van Hogenboom Vakantieparken in 2009, de introductie van Roompot Reizen in 2010 en de overname van Qurios Holiday Retreats in 2020 heeft het bedrijf zijn aanbod uitgebreid tot zo'n 200 vakantieparken, 14 campings en 5 hotels in Nederland, Duitsland, België, Frankrijk en Spanje. In totaal heeft het bijna 20.000 vakantieaccommodaties in die landen in portfolio.

## Personeel
In het hoogseizoen stelt Roompot zo'n 2000 mensen te werk, waarvan iets meer dan 400 op het hoofdkantoor in Goes. In 2005 waren er dat er nog 135. Roompot heeft zijn vakantieparkactiviteiten uitgebreid met andere activiteiten, waaronder vastgoedbeheer, voorheen gekend als Roompot Projects, woninginrichting, vroeger gekend als Roompot Living, en speciale zorgvoorzieningen zoals nierdialyse en zorg ter plaatse.
Omdat het toenmalige hoofdkantoor in Kamperland en de twee andere vestigingen in Middelburg te klein waren geworden, bouwde de groep een nieuw hoofdkantoor op bedrijventerrein De Poel in Goes. Het bedrijf nam voor het ontwerp RoosRos Architecten in de arm. De eerste paal van het nieuwe kantoor werd op 4 juli 2018 geslagen. Elf maanden later, in juni 2019, verhuisden alle medewerkers van de drie locaties naar het nieuwe hoofdkantoor, dat langs de A58 is gelegen.
Het nieuwe kantoor is een zogeheten ‘open space office’ met panorama-uitzicht door de langgerekte raamstroken. Het ontwerp bestaat uit twee delen: het witte gedeelte, het daadwerkelijke kantoor met vijf verdiepingen en een naastgelegen tweede gebouw in het zwart voor het logistieke centrum. In mei 2024 werd bekend, dat het hoofdkantoor in Goes grotendeels wordt opgeheven en naar Amsterdam verhuist. In februari 2025 is het hoofdkantoor verkocht, er worden door Landal nog twee verdiepingen gehuurd.

## Wielerploeg
In januari 2015 verbond Roompot zich aan de wielersport. Het werd toen hoofdsponsor van een in Nederland opgerichte pro-continentale ploeg Team Roompot dat in 2018 onder Belgisch-Nederlandse vlag en de naam Roompot — Charles Cycling Team verderging. Op 23 juli 2019 kondigden Roompot en de ploegleiding aan dat Roompot Vakanties geen sponsor meer zou zijn van de wielerploeg na 31 december 2019. Zo'n twee maanden later maakte ploegmanager Michael Zijlaard zelf bekend dat het Roompot – Charles Cycling Team in 2020 niet meer te zien zou zijn in het profpeloton, ook niet onder een andere naam met een andere hoofdsponsor.